# Калімулла-шах Бахмані
Калімулла (Калім-Алла)-шах (урду کلیم اللہ شاہ بہمنی; д/н — 1538) — останній султан держави Бахмані у 1525—1527 роках.

## Життєпис
Син султана Махмуд-шаха. Відомостей про нього обмаль. Ймовірно був молодою особою, коли наприкінці 1525 року фактичний правитель султанату — вакіль Амір Барід-хан — повалив номінального володаря Валіулла-шаха, поставивши на трон Калімуллу, що доводився братом останньому. Деякий час вважалося, що Калімулла посів трон 1526 року, але було виявлено його монети від 1525 року.
Ймовірно султан всякчас мріяв про набуття справжньої влади. Тому 1526 року відправив посланця до аміра Бабура, який нещодавно захопив Делі зпрохання повалити владу Амір Барід-хана, а натомість був готовий визнати зверхність моголів. Втім 1527 року це було викрито, тому Калімулла-шаху довелося тікати до Біджапуру під захист султана Ісмаїла Аділ-шаха, а невдовзі до Ахмеднагару — до султана Бурхан-шаха I, за допомогою якого до 1536 року намагався захопити Бідар, але невдало. Водночас 1527 року Амір Барід-хан оголосив себе султаном, утворивши Бідарський султанат.
Помер колишній султан 1538 року в Ахмеднагарі.